# Powiat Aichach-Friedberg
Powiat Aichach-Friedberg (niem. Landkreis Aichach-Friedberg) – powiat w Niemczech, w kraju związkowym Bawaria, w rejencji Szwabia, w regionie Augsburg.
Siedzibą powiatu Aichach-Friedberg jest miasto Aichach.

## Podział administracyjny
W skład powiatu Aichach-Friedberg wchodzą:
- dwie gminy miejskie (Stadt)
- pięć gmin targowych (Markt)
- 17 gmin wiejskich (Gemeinde)
- pięć wspólnot administracyjnych (Verwaltungsgemeinschaft)

Miasta:
| Lp. | Nazwa miasta | Ludność (31.12.2012) | Powierzchnia km² |
| --- | ------------ | -------------------- | ---------------- |
| 1   | Aichach      | 20.354               | 92,97            |
| 2   | Friedberg    | 28.731               | 81,20            |

Gminy targowe:
| Lp. | Nazwa gminy targowej | Ludność (31.12.2012) | Powierzchnia km² |
| --- | -------------------- | -------------------- | ---------------- |
| 1   | Aindling             | 4.302                | 31,43            |
| 2   | Inchenhofen          | 2.538                | 27,55            |
| 3   | Kühbach              | 4.046                | 37,57            |
| 4   | Mering               | 13.505               | 26,87            |
| 5   | Pöttmes              | 6.268                | 82,58            |

Gminy wiejskie:
| Lp. | Nazwa gminy     | Ludność (31.12.2011) | Powierzchnia km² |
| --- | --------------- | -------------------- | ---------------- |
| 1   | Adelzhausen     | 1.589                | 16,97            |
| 2   | Affing          | 5.242                | 44,86            |
| 3   | Baar (Schwaben) | 1.130                | 16,94            |
| 4   | Dasing          | 5.432                | 40,91            |
| 5   | Eurasburg       | 1.645                | 23,96            |
| 6   | Hollenbach      | 2.314                | 26,12            |
| 7   | Kissing         | 11.132               | 23,12            |
| 8   | Merching        | 3.076                | 24,83            |
| 9   | Obergriesbach   | 1.969                | 10,32            |
| 10  | Petersdorf      | 1.656                | 19,51            |
| 11  | Rehling         | 2.425                | 26,26            |
| 12  | Ried            | 2.974                | 29,21            |
| 13  | Schiltberg      | 1.872                | 29,81            |
| 14  | Schmiechen      | 1.228                | 13,50            |
| 15  | Sielenbach      | 1.572                | 17,87            |
| 16  | Steindorf       | 910                  | 16,19            |
| 17  | Todtenweis      | 1.340                | 20,28            |

Wspólnoty administracyjne:
| Lp. | Nazwa wspólnoty administracyjnej | Ludność (31.12.2012) | Powierzchnia km² | Liczba gmin |
| --- | -------------------------------- | -------------------- | ---------------- | ----------- |
| 1   | Aindling                         | 7.298                | 71,22            | 3           |
| 2   | Dasing                           | 12.207               | 101,03           | 5           |
| 3   | Kühbach                          | 5.918                | 67,38            | 2           |
| 4   | Mering                           | 15.643               | 56,56            | 3           |
| 5   | Pöttmes                          | 7.398                | 99,52            | 2           |

## Polityka

### Landrat
- 1972–1989: Josef Bestler (CSU)
- 1989–2002: Theo Körner (CSU)
- od 2002: Christian Knauer (CSU)

### Kreistag
|                          |                          | 2002   | 2002    | 2002   | 2008   | 2008   | 2008   |
| miejsca                  | %                        | głosy  | miejsca | %      | głosy  |        |        |
| ------------------------ | ------------------------ | ------ | ------- | ------ | ------ | ------ | ------ |
|                          | CSU                      | 32     | 51,9%   | 30 962 | 29     | 48,0%  | 28 785 |
|                          | SPD                      | 13     | 20,3%   | 12 097 | 14     | 21,4%  | 12 846 |
|                          | Zieloni                  | 3      | 5,7%    | 3 402  | 4      | 7,3%   | 4 377  |
|                          | Bezpartyjni/UWG          | 5      | 9,0%    | 5 390  | 5      | 7,5%   | 4 504  |
|                          | FW                       | 3      | 4,5%    | 2 687  | 3      | 5,9%   | 3 537  |
|                          | REP                      | 2      | 3,8%    | 2 296  | 2      | 3,2%   | 1 933  |
|                          | FDP                      | 1      | 2,9%    | 1 747  | 2      | 4,4%   | 2 645  |
|                          | ödp                      | 1      | 1,8%    | 1 072  | 1      | 2,3%   | 1 393  |
|                          |                          | 60     | 100%    | 59 653 | 60     | 100%   | 60 020 |
| uprawnieni do głosowania | uprawnieni do głosowania | 92 544 | 92 544  | 92 544 | 97 175 | 97 175 | 97 175 |
| głosy ważne              | głosy ważne              | 59 653 | 59 653  | 59 653 | 60 020 | 60 020 | 60 020 |
| głosy nieważne           | głosy nieważne           | 2 560  | 2 560   | 2 560  | 2 551  | 2 551  | 2 551  |
| frekwencja               | frekwencja               | 67,2%  | 67,2%   | 67,2%  | 64,4%  | 64,4%  | 64,4%  |